# Barrett (nome)
Barrett  è un nome proprio di persona inglese maschile.

## Origine e diffusione
Secondo una prima ipotesi il prenome Barrett deriverebbe da un termini in medio inglese che significa "lotta", "contesa" e che veniva affibbiato ad una persona particolarmente litigiosa.
Secondo un'altra ipotesi deriverebbe invece dall'antico francese barette, che significa "berretto".
Un'altra ipotesi ancora lo ricollega invece al termine bear "orso".
Il nome si attesta intorno al 300º posto come popolarità negli Stati Uniti d'America.

## Onomastico
Il nome è adespota. Le persone che portano questo nome possono quindi festeggiare il proprio onomastico il 1º novembre, giorno dedicato alla festa di Ognissanti.

## Persone

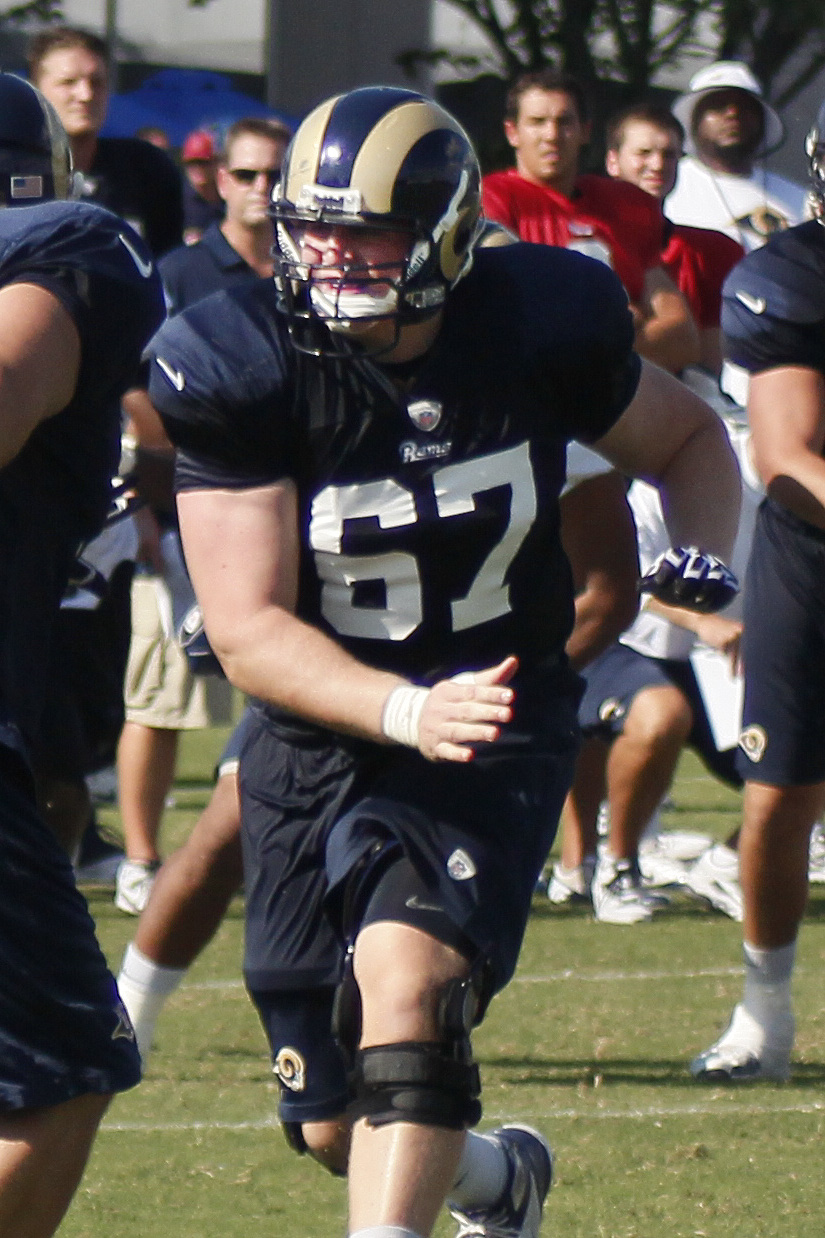
Barrett Jones

- Barrett Jones, giocatore di football americano statunitense
- Barrett Long, attore pornografico e regista statunitense
- Barrett Ruud, giocatore di football americano statunitense

## Il nome nelle arti
- Barrett Fears è il protagonista della serie televisiva Big Hawaii (1977), personaggio interpretato dall'attore John Dehner[4].
- Barrett è un personaggio di un episodio della quarta stagione della serie televisiva Desperate Housewives - I segreti di Wisteria Lane, interpretato dall'attore Armie Hammer[5].